# ダリヤ・リーヴェン
ダリヤ・フリストフォロヴナ・リーヴェン（ロシア語: Да́рья Христофо́ровна Ли́вен）またはドロテア・フォン・リーフェン（ドイツ語: Dorothea von Lieven、1785年12月17日 - 1857年1月27日）は、ロシアの貴族女性。1812年から1834年まで在イギリスロシア大使を務めたフリストフォル・リーヴェン公爵の夫人で、政治に大きな影響力をおよぼした。

## 生涯
ダリヤはロシア帝国に仕えるバルト・ドイツ人貴族の娘として、リガ（現在のラトビア）で生まれた。父クリストフ・フォン・ベンケンドルフ将軍は、ロシア領バルト地方の軍事責任者を務めていた。母アンナ・ユリアーネ・シリング・フォン・カンシュタットはロシア宮廷に仕えマリヤ・フョードロヴナ皇后の女官かつ腹心の友として高い地位を保っていた。2人の兄、アレクサンドルとコンスタンチンもロシアの将軍となった。
ダリヤはサンクトペテルブルクの貴族女学校スモーリヌィ女学院で教育を受け、マリヤ・フョードロヴナ皇后の侍女になった。1800年、ダリヤは14歳で勉学を修了した数ヵ月後に、同じバルト・ドイツ人のフリストフォル・リーヴェン伯爵と結婚した。フリストフォルはパーヴェル1世とマリヤ・フョードロヴナ皇后のあいだに生まれた子供たちの家庭教師で、宮廷に大きな影響力を持つシャルロッタ・リーヴェン伯爵夫人の息子であった。1810年、フリストフォルは駐プロイセン公使に任じられた。1812年、皇帝アレクサンドル1世がフリストフォルを駐イギリス大使に任命すると、ダリヤも夫と一緒にイギリスに渡った。大使夫人ダリヤは自分の知性、カリスマ的魅力、社交力を駆使してロンドン社交界の指導的存在となり、政治にも影響力をふるって、夫の大使としての成功に大きく貢献することになった。
ロンドンで、リーヴェン伯爵夫人ダリヤは当時の有力政治家たちとの友情をはぐくんだ。また、彼女とオーストリア宰相クレメンス・フォン・メッテルニヒ侯爵との情事も非常に有名だった。ダリヤはイギリス政界で天賦の政治力を発揮した。ロンドンの紳士淑女は競ってリーヴェン伯爵夫人の邸への招待状をもらおうとした。またリーヴェン伯爵夫人はロンドンで最も出入リの厳しかった社交クラブ、アルマックス初の外国人顧客に選ばれた。そしてダリヤはイギリスにワルツを紹介した。大使夫人の地位、交友関係、政治的洞察力が、ダリヤの政治権力を築いていた。

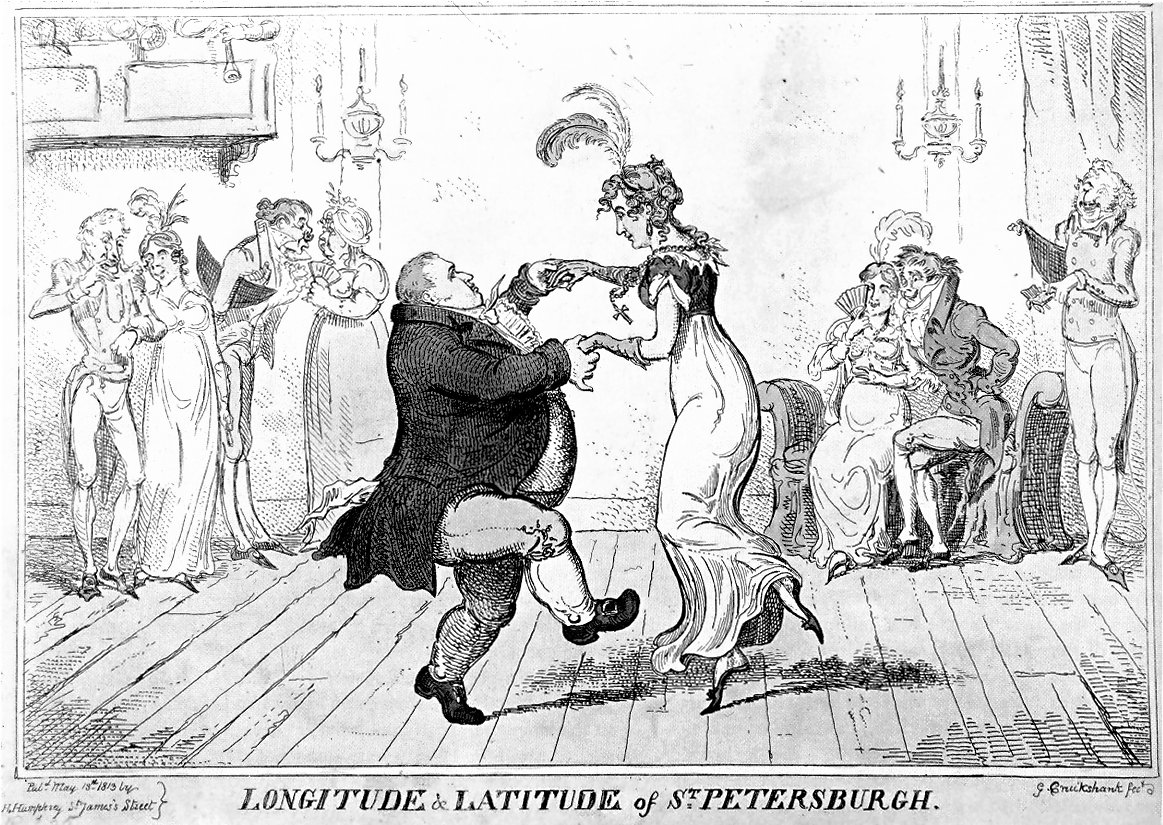
アルマックスで同国人のピョートル・コズロフスキー公爵とワルツを踊るリーヴェン公爵夫人、ジョージ・クルックシャンクによる風刺画

1825年、アレクサンドル1世はダリヤにイギリス政府との秘密交渉を任せた。アレクサンドル1世は外相カール・ロベルト・ネッセルローデ伯爵にこう書き送っている、「リーヴェン伯爵夫人がスカートを穿いているのは情けないことです、もし男であれば並はずれた外交官になったでしょうに」。翌1826年、フリストフォルが公爵に昇叙されるに伴い、ダリヤも公爵夫人となった。アレクサンドル1世に託された交渉任務が、ダリヤ個人の外交官としてのデビューだった。ダリヤは少なくとも夫と同等に重要な人物だった。夫が1834年までロシア大使の任にあるあいだ、ダリヤは近代ギリシア王国誕生に鍵となる役目を担い、ベルギー王国の誕生にも重要な役割を果たした。
ダリヤは1829年にニコライ1世の皇后アレクサンドラ・フョードロヴナの女官に任じられていたが、ロンドンに留まったままだった。1834年、皇帝ニコライ1世はダリヤの夫フリストフォルを駐イギリス大使から外し、ツェサレーヴィチ・アレクサンドルの教育係に任命した。リーヴェン夫妻はロシアに帰国してまもなく、5人の息子のうちの下の2人を亡くした。下の息子たちを亡くした悲しみからダリヤは体調を崩し、実家で静養したあとパリに移住した。
ダリヤがパリで開いたサロンは、社会的、政治的に重要な役割を持った。彼女のサロンは「ヨーロッパの情報収集拠点にして監視所」と呼ばれており、いまやダリヤはいっぱしの女性政治家になっていた。1837年、ダリヤはフランソワ・ギゾーと親しい友人関係になり、この交友はダリヤが亡くなるまで続いた。クリミア戦争中、ダリヤは交戦国間の信頼厚い仲介役になった。
ダリヤは1857年、パリのサン・フロランタン通りで亡くなった。彼女の生前の遺志により、亡骸はメジョトネ（イェルガヴァ近郊）のリーヴェン家の領地にある、先だった2人の息子の墓の隣に葬られた。